# Hoketus
Hoketus (hoket, technika hoketowa, łac. hoquetus, starofr. hoquet – "czkawka") – technika stosowana w wokalnej muzyce polifonicznej, polegająca na przerywaniu linii melodycznej przy pomocy pauz. W utworze polifonicznym oznacza to zazwyczaj nagłe zamilknięcie jednego z głosów z równoczesnym przeniesieniem prowadzonej przez niego linii melodycznej do innego głosu.

## Historia
W XIII i XIV wieku hoketus był środkiem kontrapunktycznym wykorzystującym ciszę, której kompozytor nadawał precyzyjną długość dzięki zastosowaniu notacji menzuralnej. Pauzy rozmieszczane były w poszczególnych głosach kompozycji naprzemiennie z dźwiękami, a jeden z głosów milkł, gdy dźwięk wykonywał inny.
Technika hoketowa popularna była w okresie Ars antiqua wśród kompozytorów szkoły paryskiej; w XIV wieku pojawiała się często w muzyce świeckiej.

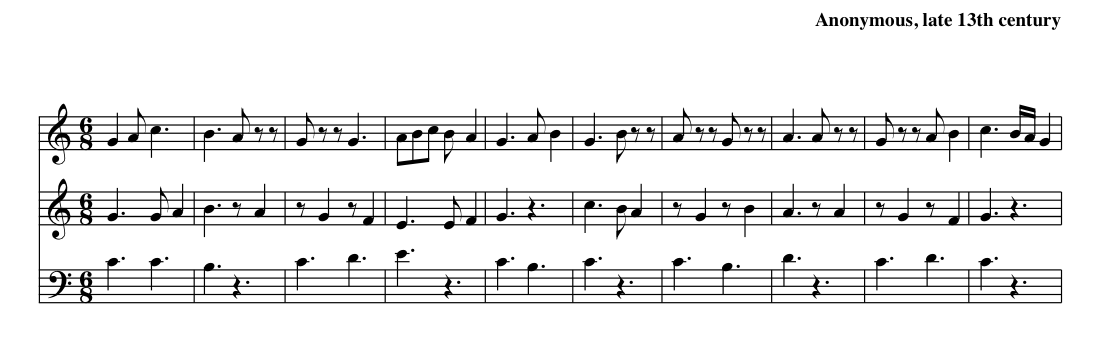
Przykład hoketu (In seculum d'Amiens longum), Francja, późny XIII wiek.